# Parafia Nawiedzenia Najświętszej Maryi Panny w Pyrzowicach
Parafia Nawiedzenia Najświętszej Maryi Panny w Pyrzowicach – parafia rzymskokatolicka, znajdująca się w diecezji sosnowieckiej, w XIII – św. Jakuba Apostoła w Sączowie.